# Општина Должешти (Њамц)
Должешти (рум. Doljeşti) општина је у Румунији у округу Њамц.
Oпштина се налази на надморској висини од 194 m.